# Résolution 749 du Conseil de sécurité des Nations unies
Membres permanents
- Chine
- États-Unis
- France
- Royaume-Uni
- Russie

Membres non permanents
- Autriche
- Belgique
- Cap-Vert
- Équateur
- Hongrie
- Inde
- Japon
- Maroc
- Venezuela
- Zimbabwe

Résolution no 748 Résolution no 750
La résolution 749 du Conseil de sécurité des Nations unies, adoptée à l'unanimité le 7 avril 1992, après avoir réaffirmé les résolutions 713 (1991), 721 (1991), 724 (1991), 727 (1992), 740 (1992) et 743 (1992), a approuvé un rapport du secrétaire général Boutros Boutros-Ghali et a décidé d'autoriser le déploiement le plus tôt possible de la Force de protection des Nations unies (FORPRONU) en ex-Yougoslavie.
Notant les violations quotidiennes et continues du cessez-le-feu, le Conseil de sécurité a appelé toutes les parties à garantir la sécurité et la liberté de mouvement de la Force et a exhorté toutes les parties à contribuer et à en compenser les coûts afin d'assurer une opération la plus efficace et la plus rentable possible. Il a également exhorté les acteurs de Bosnie-Herzégovine à coopérer avec les efforts de la Communauté européenne, exhortant toutes les parties à s'abstenir d'entretenir des hostilités à l'endroit où la FORPRONU sera basée.
Bien qu'elle soit pleinement autorisée par la résolution 749, la FORPRONU n'a été pleinement déployée qu'en mai-juin 1992. L'adoption de cette résolution a également eu lieu le jour même où de nombreux pays occidentaux reconnaissaient l'accession à la pleine souveraineté de la Bosnie-Herzégovine, de la Croatie et de la Slovénie.

## Voir également
- Guerre de Bosnie-Herzégovine
- Guerre de Croatie
- Guerre de Slovénie
- Guerres de Yougoslavie